# Journal du voyage fait à la mer du Sud, avec les flibustiers de l'Amérique en 1684 et années suivantes
 (mars 2011).
Si vous disposez d'ouvrages ou d'articles de référence ou si vous connaissez des sites web de qualité traitant du thème abordé ici, merci de compléter l'article en donnant les références utiles à sa vérifiabilité et en les liant à la section « Notes et références ».
Le Journal du voyage fait à la mer du Sud, avec les flibustiers de l'Amérique en 1684 et années suivantes est un livre autobiographique de piraterie publié en 1684 par le flibustier français Raveneau de Lussan.
Ce témoignage historique complète ceux de William Dampier, Alexandre-Olivier Exquemelin, Basil Ringrose et Lionel Wafer, en particulier sur le Rendez-vous de l'île d'Or qui permet de traverser chaque année entre 1680 et 1688 l'isthme de Panama avec l'aide des indiens Kunas.
Le livre raconte comment, vers la fin de 1684, plusieurs groupes d'aventuriers de différentes îles des Antilles, français, anglais et hollandais, sans s'être concertés, formèrent une armée improvisée de deux mille hommes. Parmi eux, huit cents anglais firent voile de la Jamaïque, avec le projet de pénétrer dans le Pacifique par le détroit de Magellan. Un autre groupe, de près de 120 anglais passa sur des canots au golfe d'Uraba et traversa l'isthme de Panama vers le bourg de Bocca-del-Chica. Environ 430 Français les suivirent, sous la conduite de trois chefs, François Grognier, Lécuyer et Pierre Le Picard.